# I Didn't Know What Time It Was
I Didn’t Know What Time It Was est une chanson composée par Richard Rodgers et Lorenz Hart pour la comédie musicale Too Many Girls (1939). C’est également un standard de jazz.